# Libro II de los Elementos de Euclides
El libro II de los Elementos de Euclides, contiene lo que habitualmente llamamos álgebra geométrica. En efecto, una gran parte de sus proposiciones se pueden interpretar algebraícamente, cosa que no dejaron de hacer los matemáticos árabe-musulmanes, en particular al-Khwarizmi.
Este libro no trata el tema del álgebra, puesto que no resuelve problemas numéricos ni mucho menos de ecuaciones, por el contrario, el libro versa sobre la igualdad de áreas de rectángulos y cuadrados.
He aquí el contenido del libro:
- 2 definiciones
- 14 proposiciones

- Proposiciones II-1 hasta II-3 de los elementos de Euclides, distributividad de la multiplicación respecto a la suma
- Proposición II-4 de los Elementos de Euclídes, la identidad notable  (a + b)² = a² + 2ab + b².
- Proposiciones II-5 y II-6 de los Elementos de Euclides, resolución de ecuaciones de segundo grado.
- Proposiciones II-7 hasta II-10 de los Elementos de Euclides, otras identidades remarcables.
- Proposición II-11 de los Elementos de Euclídes, sección áurea
- Proposiciones II-12 y II-13 de los Elementos de Euclides, teorema del coseno.
- Proposición II-14 de los Elementos de Euclides, construcción de la media geométrica.

- Datos: Q3257198